# Leandra adenothrix
Leandra adenothrix är en tvåhjärtbladig växtart som beskrevs av Célestin Alfred Cogniaux. Leandra adenothrix ingår i släktet Leandra och familjen Melastomataceae. Inga underarter finns listade i Catalogue of Life.